# Хрістос Гікас
Хрістос Гікас (грец. Χρήστος Γκίκας; нар. 12 серпня 1976, Гірокастра, область Гірокастра, Албанія) — грецький борець греко-римського стилю, бронзовий призер чемпіонату світу серед військовослужбовців, срібний призер Середземноморських ігор, учасник Олімпійських ігор.

## Життєпис
Боротьбою почав займатися з 1988 року.
Виступав за спортивний клуб «Олімпіакос» Афіни. Тренер — Арістідіс Рубенян (з 2007).

## Спортивні результати на міжнародних змаганнях

### Виступи на Олімпіадах
| Змагання                    | Збірна | Вагова категорія                 | Місце |
| --------------------------- | ------ | -------------------------------- | ----- |
| Літні Олімпійські ігри 2004 | Греція | греко-римська боротьба, до 60 кг | 20    |

### Виступи на Чемпіонатах світу
| Змагання                        | Збірна | Вагова категорія                 | Місце |
| ------------------------------- | ------ | -------------------------------- | ----- |
| Чемпіонат світу з боротьби 1999 | Греція | греко-римська боротьба, до 63 кг | 32    |
| Чемпіонат світу з боротьби 2001 | Греція | греко-римська боротьба, до 63 кг | 18    |
| Чемпіонат світу з боротьби 2002 | Греція | греко-римська боротьба, до 60 кг | 27    |
| Чемпіонат світу з боротьби 2003 | Греція | греко-римська боротьба, до 60 кг | 25    |
| Чемпіонат світу з боротьби 2005 | Греція | греко-римська боротьба, до 60 кг | 32    |
| Чемпіонат світу з боротьби 2007 | Греція | греко-римська боротьба, до 60 кг | 14    |

### Виступи на Чемпіонатах Європи
| Змагання                         | Збірна | Вагова категорія                 | Місце |
| -------------------------------- | ------ | -------------------------------- | ----- |
| Чемпіонат Європи з боротьби 1997 | Греція | греко-римська боротьба, до 58 кг | 20    |
| Чемпіонат Європи з боротьби 1999 | Греція | греко-римська боротьба, до 63 кг | 4     |
| Чемпіонат Європи з боротьби 2000 | Греція | греко-римська боротьба, до 63 кг | 6     |
| Чемпіонат Європи з боротьби 2001 | Греція | греко-римська боротьба, до 63 кг | 23    |
| Чемпіонат Європи з боротьби 2003 | Греція | греко-римська боротьба, до 60 кг | 10    |
| Чемпіонат Європи з боротьби 2004 | Греція | греко-римська боротьба, до 60 кг | 19    |
| Чемпіонат Європи з боротьби 2006 | Греція | греко-римська боротьба, до 60 кг | 10    |
| Чемпіонат Європи з боротьби 2007 | Греція | греко-римська боротьба, до 60 кг | 10    |
| Чемпіонат Європи з боротьби 2008 | Греція | греко-римська боротьба, до 60 кг | 18    |

### Виступи на Середземноморських іграх
| Змагання                    | Збірна | Вагова категорія                 | Місце  |
| --------------------------- | ------ | -------------------------------- | ------ |
| Середземноморські ігри 2001 | Греція | греко-римська боротьба, до 63 кг | Срібло |

### Виступи на Чемпіонатах світу
| Змагання                                                  | Збірна | Вагова категорія                 | Місце  |
| --------------------------------------------------------- | ------ | -------------------------------- | ------ |
| Чемпіонат світу з боротьби серед військовослужбовців 2003 | Греція | греко-римська боротьба, до 60 кг | Бронза |

### Виступи на інших змаганнях
| Змагання                                                             | Збірна | Вагова категорія                 | Місце |
| -------------------------------------------------------------------- | ------ | -------------------------------- | ----- |
| Олімпійський кваліфікаційний турнір з боротьби 2000 (Фаенца)         | Греція | греко-римська боротьба, до 63 кг | 16    |
| Олімпійський кваліфікаційний турнір з боротьби 2000 (Клермон-Ферран) | Греція | греко-римська боротьба, до 63 кг | 15    |
| Олімпійський кваліфікаційний турнір з боротьби 2000 (Ташкент)        | Греція | греко-римська боротьба, до 63 кг | 17    |
| Гран-прі Німеччини з боротьби 2007                                   | Греція | греко-римська боротьба, до 60 кг | 14    |
| Олімпійський кваліфікаційний турнір з боротьби 2008 (Роме-Остія)     | Греція | греко-римська боротьба, до 60 кг | 15    |
| Олімпійський кваліфікаційний турнір з боротьби 2008 (Новий Сад)      | Греція | греко-римська боротьба, до 60 кг | 8     |
| Міжнародний турнір Олімпія 2013                                      | Греція | греко-римська боротьба, до 66 кг | 5     |